# Antonio Maria Arrègui
Antonio Maria Arrègui SJ (* 17. Januar 1868 in Pamplona; † 1. Oktober 1942) war ein spanischer Ordenspriester und Moraltheologe.
Arrègui trat 1883 in die Ordensgemeinschaft der Jesuiten ein. Er wurde bekannt durch sein moraltheologisches Handbuch Summarium Theologiae Moralis, das zwischen 1915 und 1952 20 Auflagen erlebte und 1948 durch Paul H. Hallett ins Englische übersetzt wurde.

## Werke
- Summarium Theologiae Moralis, ad recentem codicem iuris canonici accomodatum. (1915 und öfter)

| Personendaten    | Personendaten                               |
| ---------------- | ------------------------------------------- |
| NAME             | Arrègui, Antonio Maria                      |
| KURZBESCHREIBUNG | spanischer Ordenspriester und Moraltheologe |
| GEBURTSDATUM     | 17. Januar 1868                             |
| GEBURTSORT       | Pamplona                                    |
| STERBEDATUM      | 1. Oktober 1942                             |